# Kanton Bonnat
Der Kanton Bonnat (okzitanisch Canton Bònnat) ist seit 1790 ein französischer Wahlkreis im Arrondissement Guéret, im Département Creuse und in der Region Nouvelle-Aquitaine; sein Hauptort ist Bonnat.

## Lage
Der Kanton liegt im Norden des Départements Creuse.

## Geschichte
Der Kanton entstand am 15. Februar 1790. Von 1801 bis 2015 gehörten 13 Gemeinden zum Kanton Bonnat. Mit der Neuordnung der Kantone in Frankreich wechselte die Gemeinde Nouzerolles zum Kanton Dun-le-Palestel. Gleichzeitig wechselten sechs der zehn bisherigen Gemeinden des Kantons Châtelus-Malvaleix zum Kanton Bonnat.

## Gemeinden
Der Kanton besteht aus 17 Gemeinden mit insgesamt 7261 Einwohnern (Stand: 1. Januar 2022) auf einer Gesamtfläche von 380,16 km²:
| Gemeinde                  | Einwohner 1. Januar 2022 | Fläche km² | Dichte Einw./km² | Code INSEE | Postleitzahl |
| ------------------------- | ------------------------ | ---------- | ---------------- | ---------- | ------------ |
| Bonnat                    | 1.354                    | 45,79      | 30               | 23025      | 23220        |
| Chambon-Sainte-Croix      | 86                       | 6,66       | 13               | 23044      | 23220        |
| Champsanglard             | 255                      | 13,64      | 19               | 23049      | 23220        |
| Châtelus-Malvaleix        | 545                      | 14,97      | 36               | 23057      | 23270        |
| Chéniers                  | 560                      | 34,90      | 16               | 23062      | 23220        |
| Genouillac                | 724                      | 35,76      | 20               | 23089      | 23350        |
| La Cellette               | 251                      | 21,48      | 12               | 23041      | 23350        |
| La Forêt-du-Temple        | 143                      | 7,72       | 19               | 23084      | 23360        |
| Le Bourg-d’Hem            | 233                      | 15,39      | 15               | 23029      | 23220        |
| Linard-Malval             | 207                      | 16,63      | 12               | 23109      | 23220        |
| Lourdoueix-Saint-Pierre   | 720                      | 44,73      | 16               | 23112      | 23360        |
| Méasnes                   | 525                      | 27,63      | 19               | 23130      | 23360        |
| Mortroux                  | 276                      | 13,28      | 21               | 23136      | 23220        |
| Moutier-Malcard           | 558                      | 25,81      | 22               | 23139      | 23220        |
| Nouziers                  | 250                      | 14,33      | 17               | 23148      | 23350        |
| Roches                    | 371                      | 25,55      | 15               | 23162      | 23270        |
| Saint-Dizier-les-Domaines | 203                      | 15,89      | 13               | 23188      | 23270        |
| Kanton Bonnat             | 7.261                    | 380,16     | 19               | 2304       | –            |

Bis zur landesweiten Neuordnung der französischen Kantone im März 2015 gehörten zum Kanton Bonnat die 13 Gemeinden Bonnat, Chambon-Sainte-Croix, Champsanglard, Chéniers, La Forêt-du-Temple, Le Bourg-d’Hem, Linard, Lourdoueix-Saint-Pierre, Malval, Méasnes, Mortroux, Moutier-Malcard und Nouzerolles. Sein Zuschnitt entsprach einer Fläche von 260,35 km2. Er besaß vor 2015 einen anderen INSEE-Code als heute, nämlich 2306.

## Veränderungen im Gemeindebestand seit 2015
2019: Fusion Linard und Malval → Linard-Malval

## Bevölkerungsentwicklung
| 1962 | 1968 | 1975 | 1982 | 1990 | 1999 | 2006 | 2012 |
| ---- | ---- | ---- | ---- | ---- | ---- | ---- | ---- |
| 8445 | 7742 | 6642 | 6150 | 5738 | 5342 | 5214 | 5051 |

## Politik
Bei der Stichwahl am 29. März 2015 gewann das Gespann Gérard Gaudin/Hélène Pilat (Union de la droite) gegen Nadine Auger/Jean Commergnat (Union de la gauche) mit einem Stimmenanteil von 61,82 % (Wahlbeteiligung:60,81 %).
| Vertreter im conseil général des Départements | Vertreter im conseil général des Départements | Vertreter im conseil général des Départements |
| Amtszeit                                      | Name                                          | Partei                                        |
| --------------------------------------------- | --------------------------------------------- | --------------------------------------------- |
| 1985–1992                                     | René Le Caignec                               | DVD                                           |
| 1992–2015                                     | Jean Commergnat                               | DVG, später PRG                               |
| 2015–                                         | Gérard Gaudin Hélène Pilat                    | (Union de la droite)                          |